# 熊翀
熊翀（1435年—1510年），字騰霄，號止菴，河南汝寧府光州人，明朝政治人物。

## 生平
河南鄉試第六十八名舉人，成化五年（1469年）乙丑科進士，授武進縣知縣，十一年九月以薦拜山西道試監察御史，十二年十月實授，巡按陕西，十七年巡按江西，十九年三月刷卷南京，二十二年正月升山西按察司副使，分巡冀北道，弘治三年（1490年）十二月升本司按察使，八年升都察院右佥都御史、巡抚山东，十年八月升右副都御史、陝西巡撫，十三年五月升工部右侍郎，七月轉左侍郎，九月改兵部左侍郎，十七年（1504年）十二月官至南京戶部尚書，十八年九月被劾致仕。正德五年卒，享年七十六。著有《止菴集》。

## 事跡
弘治十三年（1500年），陕西鄠县民毛志学获玉玺于泥水之滨，巡抚熊翀以为傳國玉璽复出，遣人献于朝廷。

## 家族
曾祖熊子真。祖父熊必清。父熊仕忠。兄翿、翼、翚，弟翝。